# Lindsay Ashford
Pour les articles homonymes, voir Ashford (homonymie).
Lindsay Ashford, née le 23 janvier 1959 à Wolverhampton,  est une romancière et journaliste britannique. La plupart de ses livres sont consacrés aux aventures de la psychologue médico-légale Megan Rhys.

## Biographie
Lindsay Ashford grandit à Wolverhampton. Elle obtient un diplôme en criminologie du Queens' College, devenant la première femme diplômée de cet établissement.
Elle travaille d'abord comme journaliste à la BBC puis s'établit à son compte.
En 1996, elle suit un cours d'écriture de romans policiers de la Arvon Foundation. Son premier livre, Frozen, est publié chez Honno en 2003.
Strange Blood est présélectionné en 2006 pour le Theakston's Old Peculier Crime Novel of the Year Award (en).